# Миколаївська міська рада (Донецька область)
Миколаївська міська́ ра́да — орган місцевого самоврядування Миколаївської міської громади Краматорського району Донецької області. Розташована у місті Миколаївка.

## Населені пункти
Міській раді підпорядковані населені пункти: Миколаївка, Райгородок, Карпівка, Селезнівка, Донецьке, Малинівка, Васютинське, Никонорівка, Оріхуватка, Тихонівка, Юрківка, Першомар'ївка, Рай-Олександрівка, Пискунівка, Стародубівка.

## Склад ради
Рада складається з 30 депутатів та голови.